# Annedore Policek
Annedore Policek, geb. Wunderlich (* 17. Januar 1935 in Magdeburg) ist eine deutsche Malerin.

## Leben und Werk
Annedore Wunderlich absolvierte von 1951 bis 1954 in Halberstadt eine Schriftenmalerlehre. Von 1958 bis 1961 studierte sie Malerei an der Fachschule für angewandte Kunst Magdeburg und anschließend bis 1966 in der Fachrichtung Wandmalerei an der Hochschule für Bildende Künste Dresden, u. a. bei Heinz Lohmar. Seit dem Diplom ist sie als freiberufliche Künstlerin tätig, erst in Magdeburg und seit 1997 in Halberstadt.
Annedore Policek arbeitet als Malerin, Grafikerin, Zeichnerin, Collagistin und Objektkünstlerin und schuf, meist gemeinsam mit ihrem Mann Wolfgang Policek, eine Anzahl von baugebundenen Werken. Sie unternahm Studienreisen u. a. in die Sowjetunion, dort in die Ukraine, nach Russland und Tadschikistan, und nach Italien.
Sie hatte im In- und Ausland eine bedeutende Anzahl von Einzelausstellungen und Ausstellungsbeteiligungen und beteiligte sich an mehreren Pleinairs.
Annedore Policek war mit Wolfgang Policek verheiratet.

## Mitgliedschaften
- 1966–1990: Verband Bildender Künstler der DDR
- seit 1997: Berufsverband Bildender Künstler Sachsen-Anhalt e. V.

## Ehrungen
- 1982: Erich-Weinert-Kunstpreis der Stadt Magdeburg

## Selbstreflexion
- „Die Natur mit ihren verborgenen und offenen Räumen, der Wechsel von Tag und Nacht, die Jahreszeit, geben mir Anregungen, Strukturen, Farben zu entdecken, Zeichnen zu finden.“

## Ausstellungen (unvollständig)

### Einzelausstellungen
- 2000: Halberstadt, Martinikirche
- 2001: Magdeburg („Blaue Wunder“, sechs Absolventen der Hochschule für Bildende Künste Dresden)
- 2002 Halberstadt, Galerie im Kunsthof
- 2015: Halberstadt, Martinikirche („Begegnungen“)[1]
- 2021: Hedersleben, Kloster Hedersleben[2]
- 2023: Haldensleben, Kunstgalerie der KulturFabrik (”4”; mit Helga Borisch, Heidi Groth und Ingrid Müller-Kuberski)

### Ausstellungsbeteiligungen
- 1970: Magdeburg („Architektur und Bildende Kunst. Ausstellung zum 20. Jahrestag der DDR“)
- 1974, 1979 und 1984: Magdeburg, Bezirkskunstausstellungen
- 1975: Schwerin, Staatliches Museum („Farbige Grafik in der DDR“)
- 1977: Leipzig, Messehaus am Markt („Kunst und Sport“)
- 1977/1978, 1982/1983 und 1987/1988: Dresden, VIII. bis X. Kunstausstellung der DDR
- 1981: Magdeburg, Kulturhistorisches Museum („Maler stellen aus“)
- 1986: Magdeburg, Kloster Unser Lieben Frauen („Grafik in den Kämpfen unserer Tage“)
- 1987: Magdeburg, Kloster Unser Lieben Frauen („Handzeichnung und Plastik“)
- 1990: Weimar, Kunsthalle am Theaterplatz („Textil 90. 4. Ausstellung der Textilgestaltung in der DDR“)
- 2004/2005: Stendal, Winckelmann-Museum; Gotha, Schloss Friedenstein; Duisburg, Cubus-Kunsthalle; Wasserburg am Inn, Galerie im Ganserhaus („Ost-Westlicher Ikarus. Ein Mythos im geteilten Deutschland“)
- 2009: Magdeburg, Galerie Himmelreich (Dokumentationsausstellung über zehn Textilkunstpleinairs in Magdeburg von 1993 bis 2009)
- 2023: Magdeburg, Galerie Himmelreich („Portrait“)[3]
- 2023: Magdeburg, Forum Gestaltung (Werke von Künstlern und Gestaltern der ehemaligen Fachschule für angewandte Kunst Magdeburg)